# Eliminatórias da Copa do Mundo FIFA de 2010 - Ásia (segunda fase)
Resultados das partidas da segunda fase das eliminatórias asiáticas para a Copa do Mundo FIFA de 2010. Nessa fase, as oito piores equipes que passaram da fase anterior se enfrentam em jogos de ida e volta, para decidir as quatro vagas restantes.

## Resultados
| 10 de novembro de 2007 14:00 (UTC+8) | Hong Kong | 0 – 0     | Turcomenistão | Hong Kong Stadium, Hong Kong              |
|                                      |           | Relatório |               | Público: 2,823 Árbitro: JOR Salem Mujghef |

| 18 de novembro de 2007 18:00 (UTC+5) | Turcomenistão                            | 3 – 0     | Hong Kong | Estádio Olímpico, Ashgabat                      |
|                                      | Nasyrov 42' · Bayramov 53' · Mirzoev 80' | Relatório |           | Público: 30,000 Árbitro: OMA Abdullah Al Hilali |

| 9 de novembro de 2007 19:30 (UTC+7) | Indonésia     | 1 – 4     | Síria                                             | Gelora Bung Karno Stadium, Jacarta        |
|                                     | Sudarsono 39' | Relatório | Ismail 17' · Al Zeno 34' · Chabo 43' · Rafe 90+3' | Público: 35,000 Árbitro: IRN Mohsen Torky |

| 18 de novembro de 2007 14:00 (UTC+2) | Síria                                                          | 7 – 0     | Indonésia | Abbasiyyin Stadium, Damasco            |
|                                      | Chabo 40', 44', 87' · Rafe 60', 72', 90' · Alhossain 81' (pen) | Relatório |           | Público: 5,000 Árbitro: CHN Sun Baojie |

| 9 de novembro de 2007 19:30 (UTC+8) | Singapura      | 2 – 0     | Tadjiquistão | Estádio Nacional, Singapura                |
|                                     | Duric 23', 44' | Relatório |              | Público: 6,606 Árbitro: KOR Kwon Jong Chuk |

| 18 de novembro de 2007 13:00 (UTC+5) | Tadjiquistão | 1 – 1     | Singapura | Central Stadium, Dushanbe                |
|                                      | Ismailov 2'  | Relatório | Shah 25'  | Público: 21,500 Árbitro: AUS Mark Shield |

| 9 de novembro de 2007 16:15 (UTC+3) | Iêmen       | 1 – 1     | Tailândia      | Ali Muhsin Al-Muriasi Stadium, Sana           |
|                                     | Al Nono 43' | Relatório | Chaikamdee 35' | Público: 12,000 Árbitro: KSA Khalil Al Ghamdi |

| 18 de novembro de 2007 17:00 (UTC+7) | Tailândia      | 1 – 0     | Iêmen | Suphachalasai Stadium, Bangcoc                  |
|                                      | Chaikamdee 16' | Relatório |       | Público: 29,000 Árbitro: JPN Kazuhiko Matsumura |

## Classificação
Classificados à terceira fase
- Síria
- Tailândia
- Turcomenistão
- Singapura